# Tommy Körberg

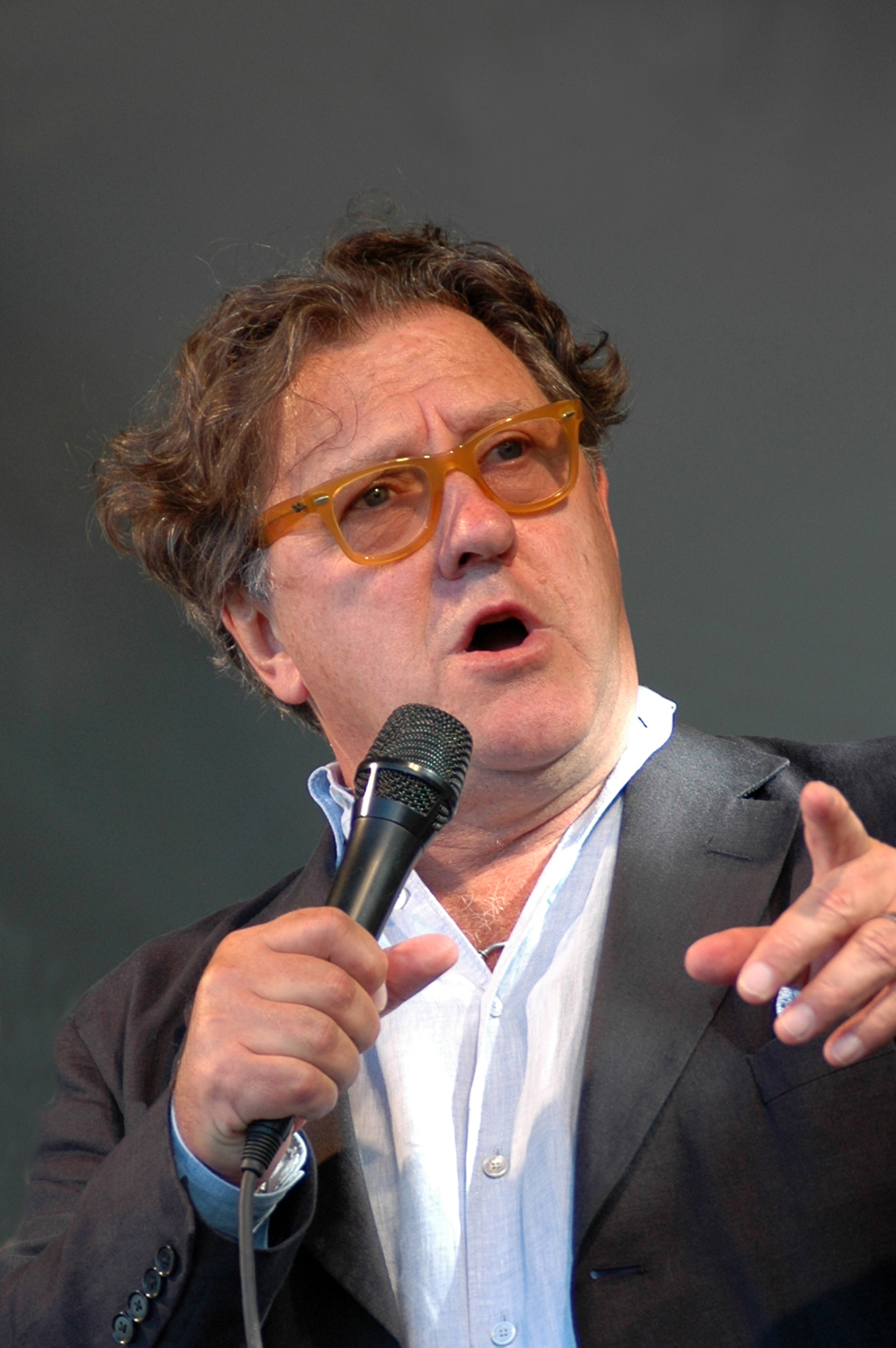
Tommy Körberg (2009)

Tommy Körberg (* 4. Juli 1948 in Norsjö) ist ein schwedischer Sänger, Schauspieler und Musicaldarsteller.

## Karriere
Als Gewinner des Melodifestivalen 1969 durfte er beim Eurovision Song Contest 1969 in Madrid für sein Heimatland antreten. Er erreichte mit dem Schlager Judy, min vän den neunten Platz. In den 1970er Jahren sang er bei den Bands Solar Plexus und Made in Sweden. Ab den 1980er Jahren war er überwiegend als Musicaldarsteller aktiv. Er war in Les Misérables, Chess und The Sound of Music zu sehen. Eine Filmrolle hatte er als Klein-Klipp in dem Jugendfilm Ronja Räubertochter von 1984. Nach einem erneuten Sieg bei der schwedischen Vorauswahl trat er beim Eurovision Song Contest 1988 in Dublin an. Mit Stad i ljus erreichte er Platz 12.
In den 2000er Jahren war er in den Musicals Chess (auch in einer Londoner Aufführung), My Fair Lady und dem schwedischen Stück Rivierans guldgossar zu erleben. 2011 war er Jurymitglied der TV3-Castingshow True Talent. Zudem singt er mit Benny Anderssons Orkester, das das ABBA-Mitglied Benny Andersson 2001 gegründet hatte.
Für das im April 2017 erschienene Album Worlds Collide der schwedischen Metal-Band Dead by April steuerte er den Gesang zum Lied For Every Step bei.

## Diskografie

### Alben
| Jahr | Titel                                 | Höchstplatzierung, Gesamtwochen, AuszeichnungChartsChartplatzierungen (Jahr, Titel, Platzierungen, Wochen, Auszeichnungen, Anmerkungen) | Anmerkungen                          |
| Jahr | Titel                                 | SE | Anmerkungen                          |
| ---- | ------------------------------------- | --- | ------------------------------------ |
| 1983 | Tolkar Jacques Brel                   | SE35 (2 Wo.)SE | mit Stefan Nilsson                   |
| 1988 | ...är...                              | SE16 (3 Wo.)SE |                                      |
| 1989 | Julen är här                          | SE3 Gold · (10 Wo.)SE |                                      |
| 1993 | Jak skulle vilja våga tro             | SE39 (2 Wo.)SE |                                      |
| 1995 | Sound of Music                        | SE15 (9 Wo.)SE | mit Carola                           |
| 1996 | Evergreens                            | SE17 (7 Wo.)SE | mit Kungliga Filharmoniska Orkestern |
| 2000 | Stilla natt                           | SE23 (5 Wo.)SE | mit Oslo Gospel Choir                |
| 2003 | Gränslös – Det bästa med              | SE5 Gold · (20 Wo.)SE | Erstveröffentlichung: 23. Mai 2003   |
| 2007 | Rakt upp och ner                      | SE4 (20 Wo.)SE |                                      |
| 2010 | Songs For Drinkers And Other Thinkers | SE17 (9 Wo.)SE |                                      |
| 2012 | Sjung tills du stupar                 | SE6 (13 Wo.)SE |                                      |

### Singles
| Jahr | Titel Album                            | Höchstplatzierung, Gesamtwochen, AuszeichnungChartsChartplatzierungen (Jahr, Titel, Album, Platzierungen, Wochen, Auszeichnungen, Anmerkungen) | Anmerkungen                                       |
| Jahr | Titel Album                            | SE | Anmerkungen                                       |
| ---- | -------------------------------------- | --- | ------------------------------------------------- |
| 1988 | Stad i ljus ...är...                   | SE8 (29 Wo.)SE | Wiedereinstieg 2020 auf Platz 97 für eine Woche   |
| 1989 | O helga natt Julen är här              | SE16 (42 Wo.)SE | Charteinstieg in SE erst 2007                     |
| 1989 | Julen är här                           | SE6 (28 Wo.)SE | mit Sissel Kyrkjebø Charteinstieg in SE erst 2007 |
| 1989 | Låt Julen förkunna Julen är här        | SE74 (1 Wo.)SE | mit Sissel Kyrkjebø Charteinstieg in SE erst 2015 |
| 1989 | Gläns över sjö och strand Julen är här | SE90 (1 Wo.)SE | Charteinstieg in SE erst 2015                     |
| 2012 | I väntan på Julen Välkommen jul        | SE73 (3 Wo.)SE | mit Jill Johnson Charteinstieg in SE erst 2015    |